# Kaspar Taimsoo
Kaspar Taimsoo, född 30 april 1987, är en estländsk roddare.
Taimsoo tävlade för Estland vid olympiska sommarspelen 2008 i Peking, där han slutade på 9:e plats i scullerfyra. Vid olympiska sommarspelen 2012 i London slutade Taimsoo på 4:e plats i scullerfyra.
Vid olympiska sommarspelen 2016 i Rio de Janeiro tog Taimsoo silver i scullerfyra. Övriga i roddarlaget var Andrei Jämsä, Allar Raja och Tõnu Endrekson. Vid olympiska sommarspelen 2020 i Tokyo slutade Taimsoo på sjätte plats i scullerfyra.